# Sirex atricornis
Sirex atricornis är en stekelart som beskrevs av Kjellander 1945. Sirex atricornis ingår i släktet Sirex, och familjen vedsteklar. Enligt den finländska rödlistan är arten sårbar i Finland. Arten är reproducerande i Sverige. Artens livsmiljö är moskogar.